# 불량가족, 행복의 맛
《불량가족, 행복의 맛》(おじいちゃん、死んじゃったって。, Goodbye, Grandpa!)은 일본에서 제작된 유키히로 모리가키 감독의 2017년 드라마, 코미디 영화이다. 키시이 유키노 등이 주연으로 출연하였다.

## 출연

### 주연
- 키시이 유키노
- 이와마츠 료

### 조연
- 미호 쥰
- 오카야마 아마네
- 미즈노 미키
- 미츠이시 켄
- 오노 카린
- 아카마 마리코
- 이케모토 케이타
- 오오카타 히사코
- 마츠자와 타쿠미